# San Anselmo
San Anselmo is een stadje gesitueerd in Marin County, Californië, in het westen van de Verenigde Staten. Het ligt ongeveer 30 kilometer ten noorden van San Francisco. De meeste winkels en restaurant in het centrum van San Anselmo, zijn gebouwd op de oever van de San Anselmo Kreek. In 1982 zorgde overvloedige regenval voor een overstroming, evenals op 31 december 2005. Deze laatste overstroming zorgde voor vele miljoenen schade aan de lokale middenstand.

## Demografie
Bij de volkstelling in 2000 werd het aantal inwoners vastgesteld op 12.378.
In 2006 is het aantal inwoners door het United States Census Bureau geschat op 12.043, een daling van 335 (-2,7%).

## Geografie
Volgens het United States Census Bureau beslaat de plaats een oppervlakte van
7,1 km², geheel bestaande uit land.

## Plaatsen in de nabije omgeving
De onderstaande figuur toont nabijgelegen plaatsen in een straal van 8 km rond San Anselmo.

## Voetnoten
1. ↑  (en)  U.S. Census Bureau. Census 2000 Summary File 1
2. ↑  (en)  U.S. Census Bureau. Population estimates (July 2006)